# Myoporaceae
Myoporaceae is een botanische naam, voor een familie van tweezaadlobbige planten. Een familie onder deze naam wordt vrij algemeen erkend door systemen van plantentaxonomie, en ook door het APG-systeem (1998), dat haar plaatst in de orde Lamiales. Daarentegen niet meer in het APG II-systeem (2003), dat de planten die in APG I deze familie vormden nu plaatst in de helmkruidfamilie (Scrophulariaceae).
In het Cronquist-systeem (1981) is de plaatsing in een orde Scrophulariales.